# ROXs 42Bb
ROXs 42Bb는 2013년에 발견된 외계 행성이다. 목성형 행성에 속하며 땅꾼자리에 위치한 행성이다.

## 설명
ROXs 42Bb는 쌍성 M형 주계열성 ROXs 42B와 직접 촬영한 행성 질량 동반성으로 호 오피우치 구름 복합체의 구성원일 가능성이 높다. 이 동반성은 2013년 10월 17일에 토론토 대학교의 천문학자인 테인 커리에 의해 발표/발견되었다. 지금까지 발견된 외계 행성들 중에선 가장 크기가 크며 지구에서 약 440 광년 떨어진 곳에 위치한다. 이 천체는 항성의 나이에 따라 약 9개의 목성 질량을 가질 것으로 추정되며, HR 8799와 화가자리 베타라는 항성들의 주위를 도는 것으로 직접 촬영된 행성들의 질량과 유사하다. 그러나 ROXs 42Bb가 중심부 강착을 통해 이들 행성처럼 형성되었는지 원반(중력)의 불안정성을 통해 형성되었는지 아니면 쌍성처럼 형성되었는지는 불분명하다. 스펙트럼과 광대역 광도계의 대기 모델에 대한 예비 적합은 반경이 2.43 ± 0.18임을 의미한다. 약 2,000 K의 유효 온도 또는 반경 2.55 ± 0.20의 경우는 1950년대경에 발견한 화가자리 베타 b와 같이 ROXs 42Bb의 대기는 매우 흐리고 먼지가 많을 것으로 추측된다.

## 같이 보기
- 천문학
- 외계 행성
- 목성형 행성